# Aixovall
Aixovall (prononcé en catalan : /əʃuˈβaʎ/, et localement : /ajʃoˈβaʎ/) est un village d'Andorre situé dans la paroisse de Sant Julià de Lòria qui comptait 94 habitants en 2017.

## Géographie

### Localisation
Le village d'Aixovall se trouve à 930 m d'altitude sur la rive droite de la Valira au niveau de son confluent avec le riu d'Ós. 
Aixovall est situé sur le trajet de la route CG-1, à 2 km au sud de Santa Coloma et à 2 km au nord de Sant Julià de Lòria. La route route CG-6 débute à l'entrée du village et se dirige vers l'ouest en direction de Bixessarri puis vers la frontière espagnole (Os de Civís).
La frontière entre les paroisses d'Andorre-la-Vieille et de Sant Julià de Lòria passe juste au dessus du village.

### Climat
| Mois                              | jan. | fév. | mars | avril | mai  | juin | jui. | août | sep. | oct. | nov. | déc. | année |
| --------------------------------- | ---- | ---- | ---- | ----- | ---- | ---- | ---- | ---- | ---- | ---- | ---- | ---- | ----- |
| Température minimale moyenne (°C) | −2   | −1,6 | 0,7  | 2,9   | 6,7  | 10,5 | 12,9 | 12,7 | 9,5  | 6    | 1,6  | −1,1 | 4,9   |
| Température moyenne (°C)          | 2,2  | 3,6  | 6,6  | 8,6   | 12,8 | 17,1 | 20   | 19,6 | 15,9 | 11,6 | 6    | 2,8  | 10,5  |
| Température maximale moyenne (°C) | 6,2  | 8,6  | 12,4 | 14,2  | 18,2 | 23,6 | 26,6 | 25,8 | 21,8 | 16,6 | 10,1 | 6,7  | 15,8  |
| Précipitations (mm)               | 52   | 31   | 42,3 | 75,8  | 90,5 | 80,2 | 57,1 | 76,8 | 80,6 | 76,9 | 77,3 | 63   | 803,4 |

## Patrimoine
- La grotte de la Balma de la Margineda est située tout près du village d'Aixovall[6]. Des traces d'occupation datant de plus de 10 000 ans y ont été retrouvées, ce qui en fait le premier lieu connu habité par l'Homme en Andorre. Une présence humaine discontinue saisonnière a d'abord eu lieu pendant le mésolithique et a ensuite évolué vers une sédentarisation jusqu'au néolithique ancien[7],[6],[8].
- La chapelle Santa Filomena abrite une œuvre murale en céramique de l'artiste Sergi Mas[9]. Sa construction a été achevée en 1839[10].
- Le pont de la Margineda se trouve à 1 km au nord d'Aixovall[4]. Datant du XVe siècle[11], il s'agit du plus grand pont médiéval de la principauté d'Andorre[12]. Constitué d'une arche unique, sa longueur est de 33 m et sa hauteur de 9 m[12].
- Aixovall abritait anciennement un autre pont médiéval qui permettait de rejoindre le sanctuaire de Canòlich mais qui s'est effondré en 1982[9].

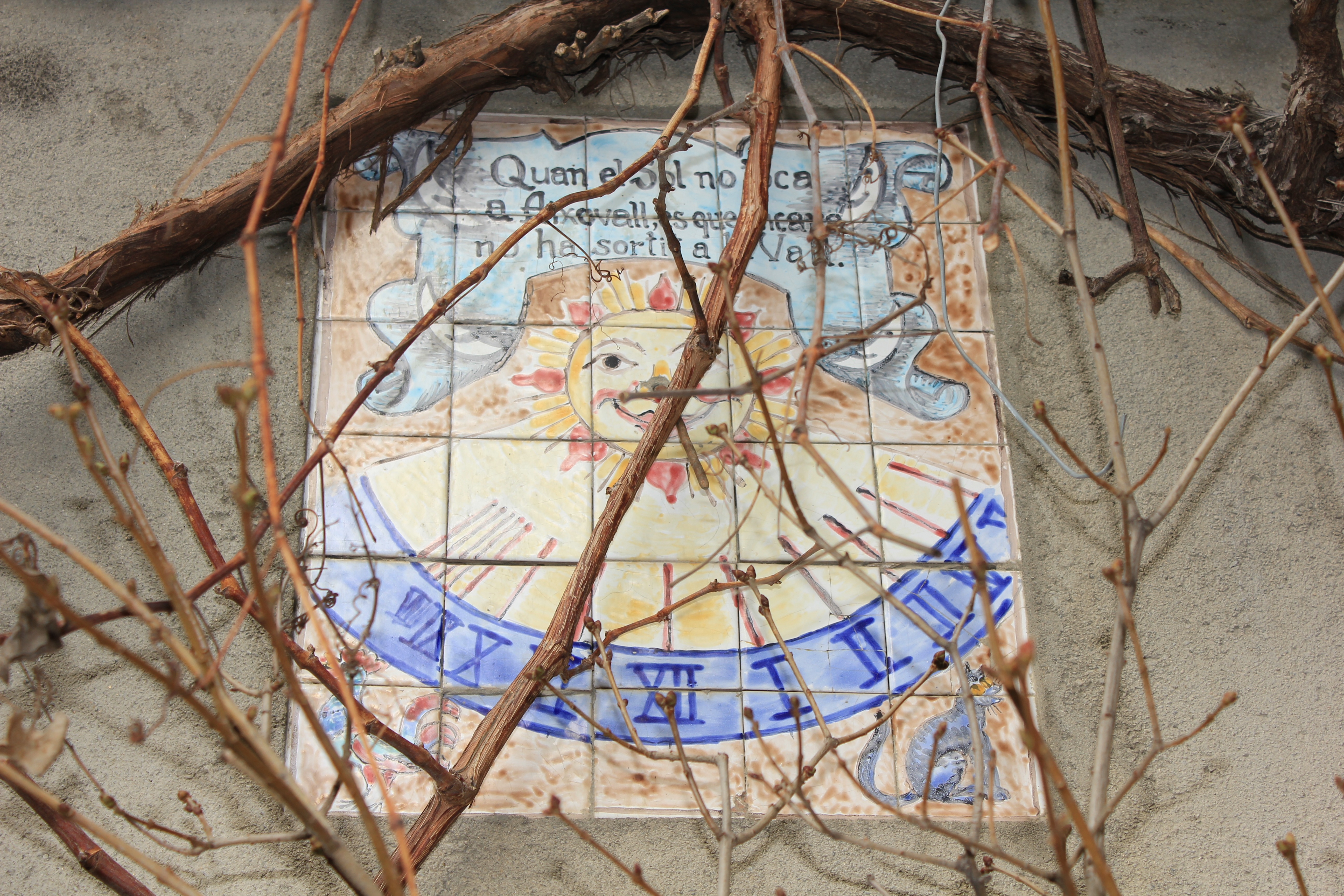
Cadran solaire de la casa Duró
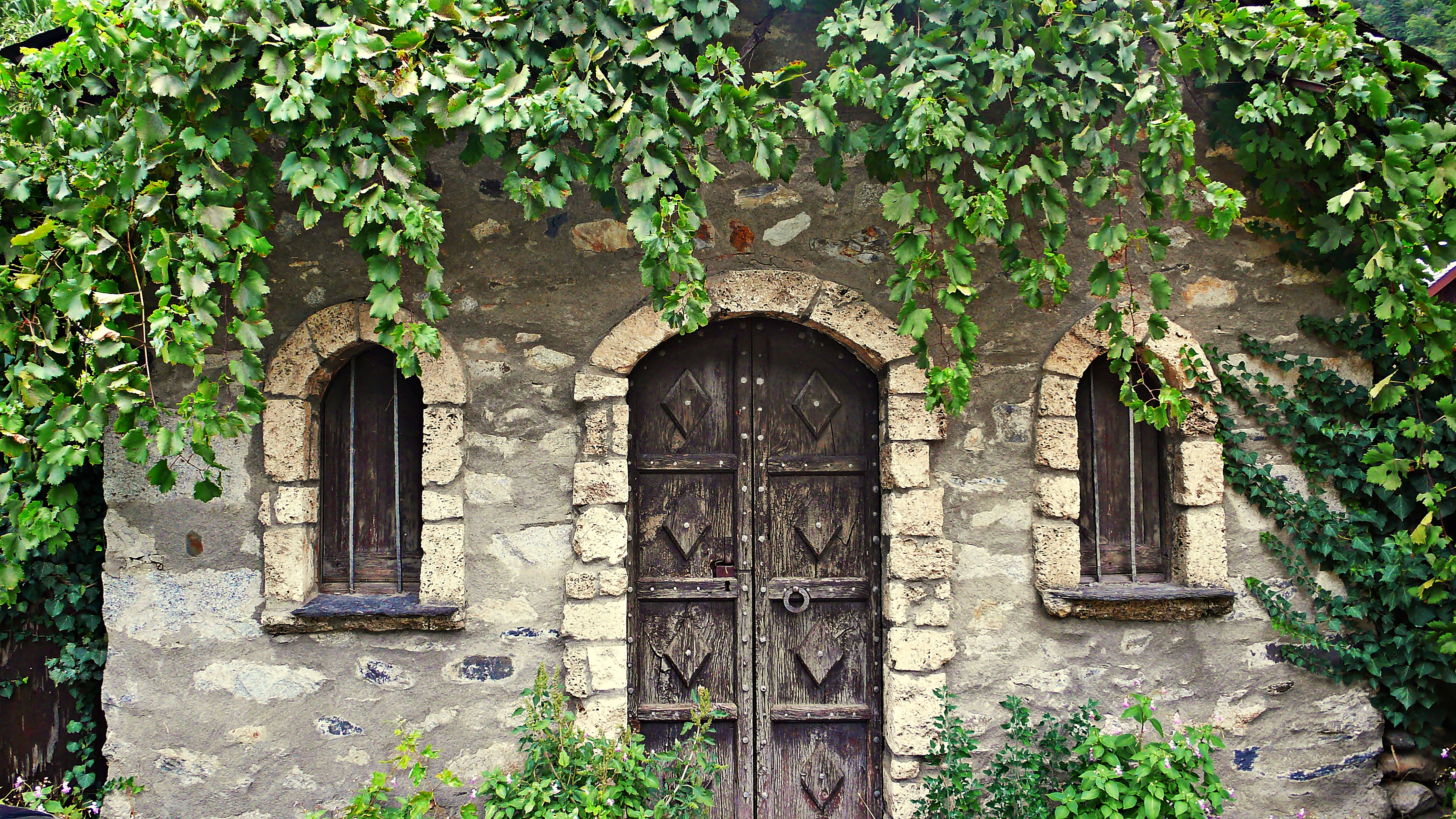
Santa Filomena
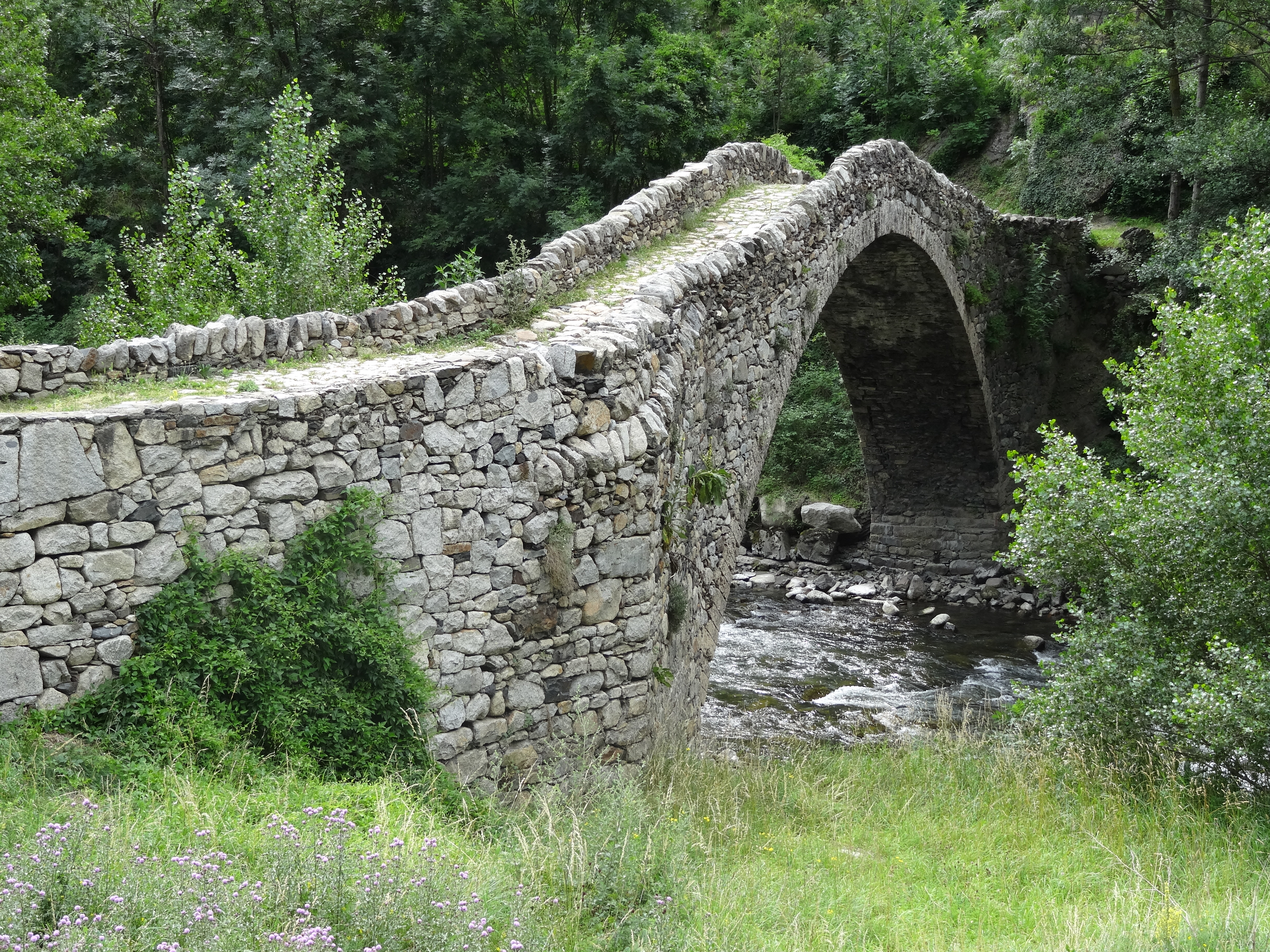
Pont de la Margineda

## Sport

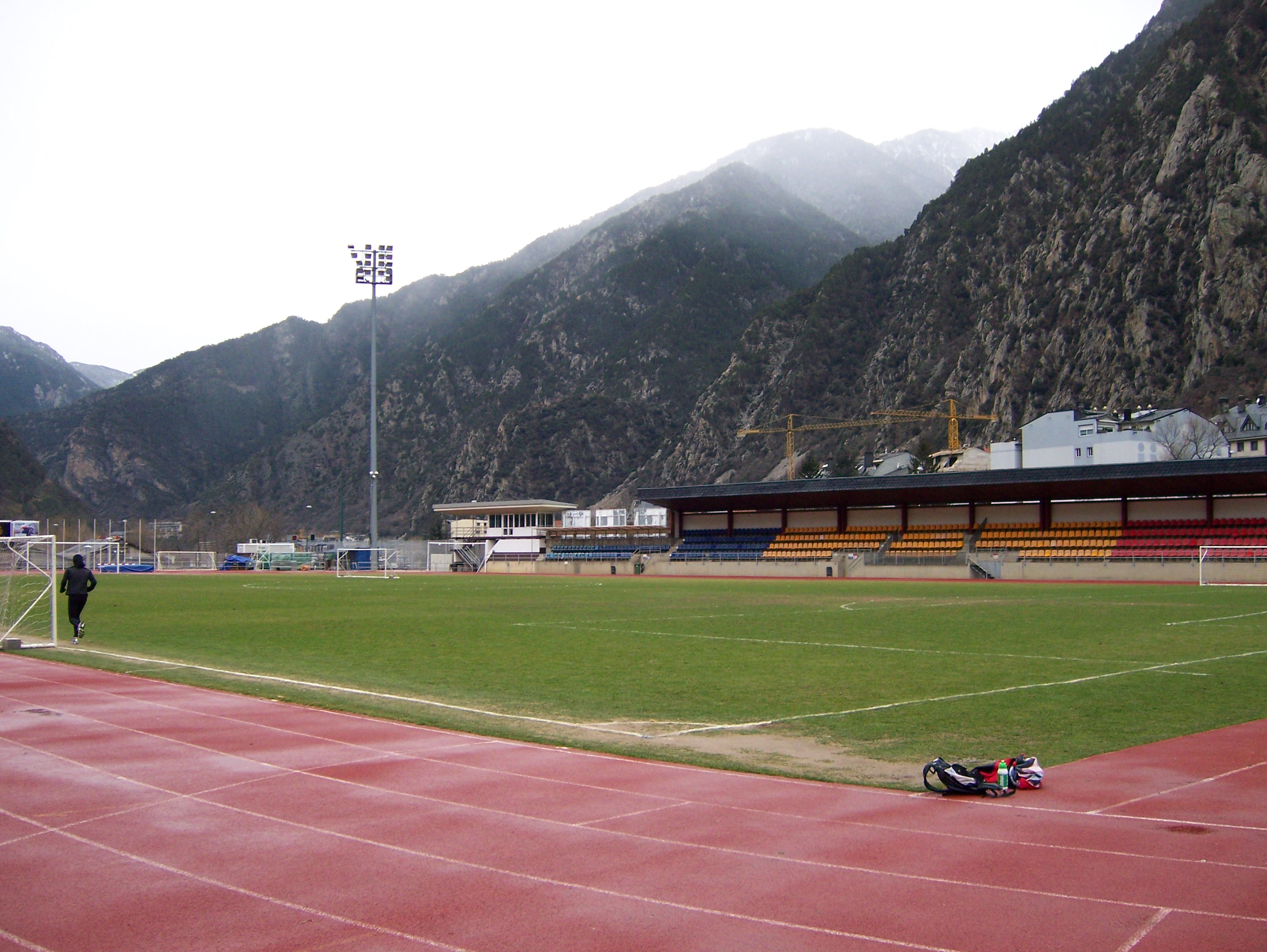
Le stade d'Aixovall

- L'Estadi Comuna d'Aixovall est situé dans le village. Les rencontres du championnat d'Andorre de football de première et de deuxième division ainsi que les matchs internationaux de l'équipe d'Andorre se partagent entre ce stade et l'Estadi Comunal d'Andorre-la-Vieille[réf. nécessaire].
- La via ferrata Tossal Gran d'Aixovall, longue de 150 m, se trouve à quelques minutes à pied du village[13].
- La collada de la Gallina est une route de montagne empruntée à plusieurs reprises par le tour d'Espagne avec notamment deux arrivées d'étape en 2012 et 2013[14]. Depuis Aixovall, l'ascension est longue de 11,8 km et présente une pente moyenne de 8,3 % avec des passages atteignant les 11 %. Le dénivelé positif est de 980 m[15].
- Le GRP, sentier de grande randonnée formant une boucle s'étendant dans tous le pays sur environ 120 km débute à Aixovall[16].

## Personnalités liées au village
- Sergi Mas est un sculpteur, dessinateur, illustrateur, peintre, graveur, lithographe, affichiste et écrivain andorran qui réside à Aixovall[réf. nécessaire].

## Démographie
La population d'Aixovall était estimée en 1838 à 25 habitants et à 8 habitants en 1875.

### Époque contemporaine
| 1984 | 1985 | 1986 | 1987 | 1988 | 1989 | 1990 | 1991 | 1992 |
| ---- | ---- | ---- | ---- | ---- | ---- | ---- | ---- | ---- |
| 115  | 135  | 118  | 123  | 130  | 129  | 127  | 127  | 180  |

| 1993 | 1994 | 1995 | 1996 | 1997 | 1998 | 1999 | 2000 | 2001 |
| ---- | ---- | ---- | ---- | ---- | ---- | ---- | ---- | ---- |
| 184  | 175  | 181  | 167  | 164  | 156  | 151  | 135  | 138  |

| 2002 | 2003 | 2004 | 2005 | 2006 | 2007 | 2008 | 2009 | 2010 |
| ---- | ---- | ---- | ---- | ---- | ---- | ---- | ---- | ---- |
| 120  | 133  | 146  | 123  | 148  | 151  | 128  | 124  | 116  |

| 2011 | 2012 | 2013 | 2014 | 2015 | 2016 | 2017 | - | - |
| ---- | ---- | ---- | ---- | ---- | ---- | ---- | - | - |
| 94   | 95   | 99   | 92   | 94   | 92   | 94   | - | - |

## Toponymie
Les formes anciennes Xovall,,, Xuvall, Eixovall et Exouall sont mentionnées. Dans les documents les plus anciens (1176), il est fait référence à la Portella d'Ipso Vallo laissant suggérer qu'il existait en ce lieu un système de défense de l'entrée des vallées,. Le passage du latin Ipso Vallo à Xovall est selon Joan Coromines un exemple d'agglutination de l'article.